# Адміністративний устрій Семенівського району (Чернігівська область)
Адміністративний устрій Семенівського району — адміністративно-територіальний поділ Семенівського району Чернігівської області 1 міську громаду та 3 сільських ради, які об'єднують 72 населені пункти та підпорядковані Семенівській районній раді. Адміністративний центр — місто Семенівка.

## Список громадСеменівського району
- Семенівська міська громада
- Холминська селищна громада

## Список радСеменівського району
| № | Назва                     | Центр        | Населені пункти                                                                 | Площа км² | Місце за площею | Населення (2001), чол. | Місце за населенням | Розташування |
| - | ------------------------- | ------------ | ------------------------------------------------------------------------------- | --------- | --------------- | ---------------------- | ------------------- | ------------ |
| 1 | Жадівська сільська рада   | c. Жадове    | c. Жадове с. Вільхівка с. Довжик с. Єршов с. Іванине с. Селище с. Турове        | 174,52    | 1               | 2351                   | 1                   |              |
| 2 | Іванівська сільська рада  | c. Іванівка  | c. Іванівка с. Зелений Гай с-ще Іванпуть с. Кривуша с. Марс с. Ракути с. Східне | 55,49     | 3               | 884                    | 2                   |              |
| 3 | Орликівська сільська рада | c. Орликівка | c. Орликівка с. Баранівка с. Блешня с. Мхи с. Хандобоківка                      | 162,39    | 2               | 450                    | 3                   |              |

* Примітки: м. — місто, с-ще — селище, смт — селище міського типу, с. — село